# Коэн, Натан
Натан Коэн (англ. Nathan Cohen; 1 февраля 1986, Крайстчерч, Новая Зеландия) — новозеландский спортсмен, Олимпийский чемпион в академической гребле (лодка-парная двойка) 2012 года, участник игр 2008 года — четвёртое место в аналогичной дисциплине. Двукратный чемпион мира 2010 и 2011 годов. Большинства побед, включая Олимпийское золото и все звания чемпиона мира, выиграл вместе со своим соотечественником — Джозефом Салливаном.
Выпускник Университета Мэсси.